# Estación de Ovar
La Estación Ferroviaria de Ovar, también conocida como Estación de Ovar, es una plataforma ferroviaria de la línea del Norte, que sirve el ayuntamiento de Ovar, en el Distrito de Aveiro, en Portugal.

## Características

### Localización y accesos
Se encuentra en la localidad de Ovar, junto a la Avenida Serpa Pinto.

### Descripción física
Poseía, en enero de 2011, tres vías de circulación, con 880, 610 y 310 metros de longitud; las plataformas presentaban 332 y 286 metros de extensión y 70 centímetros de altura.

## Historia
La estación se encuentra en el tramo entre Vila Nova de Gaia y Estarreja de la línea del Norte, que fue inaugurada por la Compañía Real de los Caminhos de Ferro Portugueses el 8 de julio de 1863. La estación fue una de las incluidas en los servicios mixtos que fueron creados después de la inauguración del tramo entre Estarreja y Taveiro, el 10 de abril de 1864.
En 1903, la Compañía Real de los Caminhos de Ferro Portugueses ordenó que fuesen instalados, en esta estación, nuevos semáforos, del sistema Nunes Barbosa, y, en 1933, las oficinas de la estación fueron ampliadas por la Compañía de los Caminhos de Ferro Portugueses.